# DC the Don
DC the Don, właśc. Daijon Cotty Davis (ur. 3 sierpnia 1999 w Milwaukee) – amerykański raper, piosenkarz i autor tekstów z Milwaukee w stanie Wisconsin. Oprócz pracy jako raper był też koszykarzem grającym w organizacji Amateur Athletic Union. Współpracował z znanymi artystami takimi jak; Trippie Redd, Lil Mosey, Ugly God YNW BSlime czy Almighty Jay.

## Wczesne życie
Davis zaczął pisać piosenki w wieku 8 lat, zainspirowany Michaelem Jacksonem. Jako nastolatek grał w koszykówkę w Amateur Athletic Union wraz z przyszłym graczem NBA LaMelo Ball, z którym się zaprzyjaźnił, oraz jego braćmi Lonzo i LiAngelo Ball. W 2018 roku został wymieniony jako 3-gwiazdkowy rekrut przez ESPN.

## Kariera
W październiku 2017 roku Davis wydał singel „Everything 1K”, który zwrócił uwagę gracza NBA Lonzo Ball. Wspomina, że zrobił piosenkę w dziesięć minut. W październiku 2017 DC wydał Halloween on 47th Street na SoundCloud. EP-ka zawierająca 5 utworów zgromadziła ponad 2 miliony odsłuchań, Davis wydał potem dwa kolejne mini-projekty w ciągu następnych 2 lat, zatytułowane Fuck Hell i DC Dahmer, wyprodukowane wyłącznie przez odpowiednio Izaka i Trademark. W lutym 2019 roku wydał singel „3AM Freestyle” na kanale YouTube WorldStarHipHop. Davis podpisał również kontrakt z Run Music LLC. W 2020 roku jego piosenka „Worst Day” zyskała na popularności po wydaniu jego debiutanckiego albumu „Come As You Are”. W sierpniu 2021 roku wydał singel „Notice Me”. We wrześniu 2021 roku wydał singel zatytułowany „What Now?”. W lutym 2022 roku wydał singel zatytułowany „PSA” jako ostatni singel z jego drugiego albumu „My Own Worst Enemy”. W maju 2022 roku pojawił się na albumie Virality amerykańskiego rapera yvngxchrisa w utworze „QuikkSkope”. W październiku 2022 roku wydał singel z amerykańskim raperem midwxst zatytułowany „Suicide”. 5 maja 2023 r. DC wydał kolejny album studyjny zatytułowany FUNERAL. Davis został też wybrany do 2023 XXL Freshman Class magazynu XXL.

## Dyskografia

### Albumy studyjne
| Tytuł              | Informacje                                                                                   |
| ------------------ | -------------------------------------------------------------------------------------------- |
| Come as You Are    | - Wydany: 7 sierpnia 2020 - Wytwórnia: Rostrum, Øutlaw - Format: Digital download, streaming |
| My Own Worst Enemy | - Wydany: 18 lutego 2022 - Wytwórnia: Rostrum, Øutlaw - Format: Digital download, streaming  |
| FUNERAL            | - Wydany: 5 maja 2023 - Wytwórnia: Rostrum, Øutlaw - Format: Digital download, streaming     |

### Mixtape’y
- F*ck Hell (2018)
- DC Dahmer (2018)
- SACRED HEART (2022)
- SACRED HEART 2 (2023)

### EP
- Halloween on 47th Street (2017)
- Thank You Jahseh (2018)
- Just a Kid From Milwaukee (2018)
- DC Run Music (2018)
- DC Fridays (2019)
- CRYSTAL CASTLES // SMASHING PUMPKINS // FOUND YOU (2023)
- 2012 (2024)